# Kevin James Sweeney
Kevin James Sweeney (New York, 10 gennaio 1970) è un vescovo cattolico statunitense, dal 15 aprile 2020 vescovo di Paterson.

## Biografia
Kevin James Sweeney è nato a Elmhurst, nel borough di Queens, a New York il 10 gennaio 1970 da James Sweeney e Agnes, nata Blewitt. I suoi genitori sono immigrati dall'Irlanda. Ha una sorella, Marie Shanahan, un fratello, Brendan, e cinque nipoti. È cresciuto nella parrocchia di San Luca nel quartiere di Whitestone.

### Formazione e ministero sacerdotale
Ha frequentato la Cathedral Preparatory Seminary High School dal 1984 al 1988. È stato una star nella squadra di baseball del seminario del liceo, eccellendo come interno, esterno e lanciatore. Nel 2013 è stato inserito nella Hall of Fame della scuola. Dopo il liceo, è entrato nella Cathedral Seminary House of Formation di Douglaston, New York e ha studiato alla St. John's University di New York. Nel 1992 ha conseguito la laurea in filosofia. È poi entrato nel seminario "Immacolata Concezione" di Huntington e ha conseguito un Master of Divinity. Durante la sua permanenza in seminario ha trascorso un anno di servizio pastorale presso la parrocchia di Sant'Agata a Brooklyn. Parla correntemente lo spagnolo, avendo studiato a lungo la lingua in programmi di formazione nella Repubblica Dominicana e in Costa Rica.
Il 28 giugno 1997 è stato ordinato presbitero per la diocesi di Brooklyn nella cattedrale diocesana da monsignor Thomas Vose Daily. In seguito è stato vicario parrocchiale della parrocchia di San Nicola da Tolentino a Jamaica dal 1997 al 2003 e della parrocchia di Nostra Signora dei Dolori a Corona dal 2003 al 2004; coordinatore dell'apostolato per gli irlandesi dal 1999 al 2001; direttore dell'ufficio della pastorale vocazionale dal 2004 al 2010; cappellano della Bishop Loughlin Memorial High School a Brooklyn nel 2005; primo direttore della Casa del discernimento "Giovanni Paolo II" dal 2008 al 2010; amministratore parrocchiale e poi parroco della parrocchia di San Michele a Brooklyn dal 2010; direttore spirituale dei Jovenes de Valor dal 2010 al 2013; membro del consiglio presbiterale dal 2011 al 2016; membro dell'ufficio per l'assegnazione del personale sacerdotale dal 2017; membro dell'ufficio per le ammissioni al seminario dal 2010; vicario foraneo del decanato Brooklyn 8 dal 2013 e rappresentante dell'ufficio per le vocazioni dal 2014.

### Ministero episcopale
Il 15 aprile 2020 papa Francesco lo ha nominato vescovo di Paterson. Ha ricevuto l'ordinazione episcopale il 1º luglio nella cattedrale di San Giovanni Battista a Paterson dal cardinale Joseph William Tobin, arcivescovo metropolita di Newark, co-consacranti il vescovo di Brooklyn Nicholas Anthony DiMarzio e il vescovo emerito di Paterson Arthur Joseph Serratelli. Durante la stessa celebrazione ha preso possesso della diocesi.

## Genealogia episcopale
La genealogia episcopale è:
- Cardinale Scipione Rebiba
- Cardinale Giulio Antonio Santori
- Cardinale Girolamo Bernerio, O.P.
- Arcivescovo Galeazzo Sanvitale
- Cardinale Ludovico Ludovisi
- Cardinale Luigi Caetani
- Cardinale Ulderico Carpegna
- Cardinale Paluzzo Paluzzi Altieri degli Albertoni
- Papa Benedetto XIII
- Papa Benedetto XIV
- Cardinale Enrico Enriquez
- Arcivescovo Manuel Quintano Bonifaz
- Cardinale Buenaventura Córdoba Espinosa de la Cerda
- Cardinale Giuseppe Maria Doria Pamphilj
- Papa Pio VIII
- Papa Pio IX
- Cardinale Gustav Adolf von Hohenlohe-Schillingsfürst
- Arcivescovo Salvatore Magnasco
- Cardinale Gaetano Alimonda
- Cardinale Agostino Richelmy
- Vescovo Giuseppe Castelli
- Vescovo Gaudenzio Binaschi
- Arcivescovo Albino Mensa
- Cardinale Tarcisio Bertone, S.D.B.
- Cardinale Joseph William Tobin, C.SS.R.
- Vescovo Kevin James Sweeney

## Araldica
| Stemma | Titolare                                | Descrizione |
|        | Kevin James Sweeney Vescovo di Paterson | Partito semitroncato: al primo, di verde, all'agnello pasquale nimbato d'oro alla croce patente di rosso, alla fascia merlata d'argento attraversante sul tutto e caricata di un trifoglio del campo; al secondo, d'azzurro, alla rosa doppia d'oro punteggiata di verde, alla gemella abbassata d'argento posta in fascia; al terzo, d'oro, alla conchiglia di rosso, da cui cadono tre gocce d'azzurro. Ornamenti esteriori da vescovo. Motto: "God is love - Dio es amor", che significa "Dio è amore". |